# François-René Boussen
François René Boussen (Veurne, 2 december 1774 - Brugge, 1 oktober 1848), ook Franciscus Renatus Boussen genoemd, was de achttiende bisschop van Brugge en de eerste van het heropgerichte bisdom.

## Levensloop
Hij was de zoon van Laurent-Joseph Boussen en Jeanne-Thérèse Vandermeersch. Van zijn prille jeugd bereidde hij zich voor op het priesterschap. Hij volbracht zijn humaniora bij de Oratorianen die een college hadden in Veurne. Tijdens de revolutiejaren studeerde hij privé. Na het Concordaat werd hij in 1803 aanvaard in het heropende seminarie van het bisdom Gent en ontving in 1805 de priesterwijding uit handen van bisschop Fallot de Beaumont. Hij was toen al 31.
In 1806 werd hij secretaris van het bisdom, een ambt dat hij 26 jaar zou vervullen. De volgende bisschop van Gent, Maurice de Broglie, trad in hevig conflict met de Franse overheid en werd in hechtenis genomen. Het bisdom werd toen verder bestuurd door de vicarissen-generaal en door secretaris Boussen. Dat kostte ook hem vijf maanden gevangenis. Ook van 1821 tot 1829, tijdens de lange vacature na het overlijden van de Broglie, stond Boussen de vicarissen-generaal bij in het besturen van het bisdom. Onder de volgende bisschop, Jan-Frans Van De Velde, behoorde hij tot de drie onmiddellijke raadgevers.

## Bisschop

### Hulpbisschop van Gent
Op 17 december 1832 werd hij tot coadjutor Gent en titelvoerend bisschop van Ptolemais in Phoenicia benoemd. Hij nam als wapenspreuk 'Sequere me' (Volg me).

### Bisschop van Brugge
Enkele weken later, op 21 januari 1833, werd hij benoemd tot apostolisch administrator van het nieuw op te richten bisdom Brugge, dat zou ontstaan uit een splitsing van het als te groot geachte bisdom Gent. Op 27 januari werd hij, in de Sint-Salvatorskathedraal door kardinaal Engelbertus Sterckx tot bisschop gewijd met de bisschop van Gent Jan Frans Van De Velde als mede-consecrator.
Het volgend jaar was de oprichting van het nieuwe bisdom een feit en op 23 juli 1834 werd Boussen officieel bisschop van Brugge. Zijn eerste beslissing betrof de heroprichting van een seminarie. In 1839 werd zijn kathedraal door brand zwaar beschadigd.
Na veertien jaar episcopaat, overleed Boussen op 1 oktober 1848 in zijn residentie, het 'Hof van Pittem' in Brugge.
Zijn voornaamste biograaf, Stany d'Ydewalle, beoordeelt Boussen als volgt "Pas bisschop geworden op zestigjarige leeftijd en weinig opvallend in zijn optreden is Frans René Boussen lange tijd beschouwd geworden als een tweederangsfiguur. Bij nader toezien treedt hij veeleer naar voren als een bisschop die in aanzienlijke mate de koers bepaald heeft die het bisdom Brugge nog gedurende vele jaren zou varen. Niet vrij van heimwee naar vroegere tijden paste hij zich met zakelijkheid aan heel nieuwe toestanden aan en zijn persoonlijke inzet dwingt respect af".
Net zoals dat van zijn opvolgers, rust het stoffelijk overschot van bisschop Boussen in de bisschoppelijke crypte, achter het hoogkoor van de Sint-Salvatorskathedraal.